# بوغاتي سينتوديتشي
بوغاتي سينتوديتشي (Bugatti Centodieci) (بالإيطالية تعني رقم "110") هي سيارة رياضية محدودة الإنتاج تنتجها شركة صناعة السيارات الفرنسية بوغاتي. وهي احتفاء بسيارة Bugatti EB110 واحتفال بمرور 110 سنة على تأسيس شركة بوغاتي. بوغاتي سينتوديتشي هي أخف 20 كلغ من بوجاتي تشيرون، وتملك محرك W16 التوربيني رباعي الشحن بحجم 8,000 سم3 (8.0 ل؛ 488.2 بوصة3) ، مصنّف عند 1,577.7 كبح حصاني (1,176 كـو؛ 1,600 PS؛ 1,578 حصان) عند 7000 دورة في الدقيقة. بدأ الإنتاج في عام 2022، وسيتم إنتاج 10 وحدات فقط بسعر 8 ملايين يورو لكل منها.